# 火炭母草頂冠節蜱
火炭母草頂冠節蜱（学名：Tegolophus polygonus）为節蜱科頂冠節蜱屬下的一个种。